# Theresa Stoll
Theresa Stoll (Munique, 21 de setembro de 1995) é uma judoca alemã.

## Carreira
Theresa Stoll esteve nos Jogos Olímpicos de Verão de 2020 em Tóquio, onde conquistou a medalha de bronze no confronto por equipes mistas como representante da Alemanha, conjunto de judocas que derrotou o time holandês. Em 2021, ela também competiu no evento feminino até 57 kg no Judo World Masters, realizado em Doha, no Qatar.